# Juan José Flores

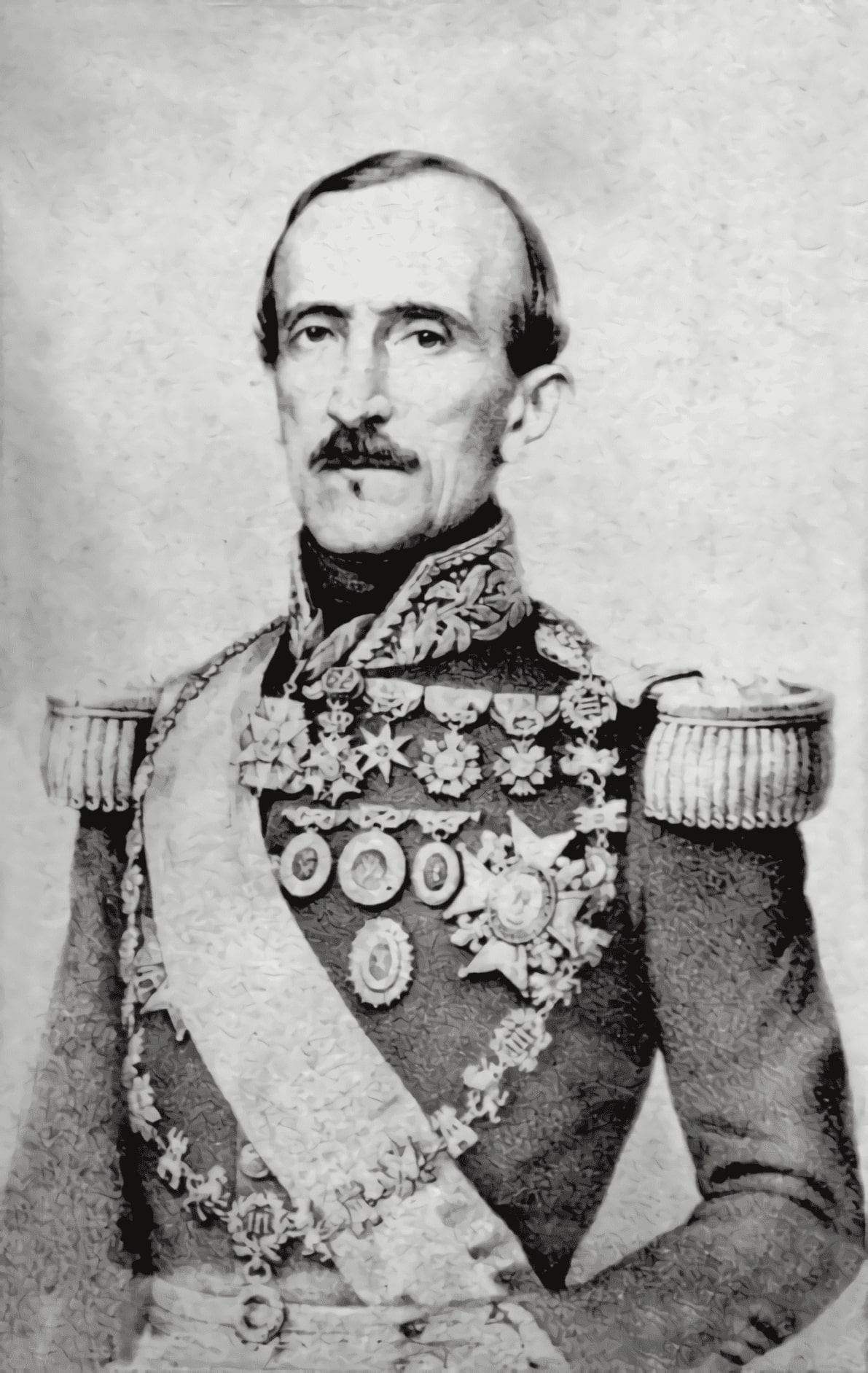
Juan José Flores

Juan José Flores (Puerto Cabello, 19 juli 1800 - Isla de Puná, 1 oktober 1864) was een Ecuadoriaans politicus. Hij was de grondlegger van de republiek Ecuador in 1830.
Juan José Flores werd geboren in Puerto Cabello, Venezuela en op 15-jarige leeftijd nam hij dienst in het leger. In 1829 werd hij bevorderd tot generaal, nadat hij de overwinning had behaald op een Peruaans invasieleger. Flores was mogelijk betrokken bij de moord op Antonio José de Sucre op 4 juni 1830, maar dit is nooit bewezen. In ieder geval was hij een tegenstander van Groot-Colombia, de staat waartoe Ecuador behoorde en waarvan Sucre president was, want op 13 mei 1830, de dag waarop Ecuador zich van Groot-Colombia afscheidde, werd Flores tot staatshoofd van de nieuwe staat Zuid-Colombia (Ecuador) uitgeroepen. Op 14 augustus 1830 werd hij voorlopig president van Ecuador (de landsnaam Zuid-Colombia was inmiddels afgeschaft). Een congres benoemde hem op 11 september 1830 tot president en op 22 september werd hij ingehuldigd.
Tijdens zijn eerste presidentschap (1830-1834) kreeg Ecuador met veel problemen te kampen. Hij kreeg te maken met een opstand van Luis Urdaneta, een aanhanger van Simon Bolivar, beide tegenstanders van Ecuadors afscheiding van Groot-Colombia. Vicente Rocafuerte, een lid van het Nationaal Congres (parlement) probeerde via een mislukte staatsgreep aan de macht te komen en in 1832 en in 1834 viel Colombia Ecuador binnen.
In 1833 kwam Rocafuerte, nu gouverneur van de Provincie Guayas, in opstand tegen Flores, maar hij werd verslagen en gevangengezet. Flores en Rocafuerte kwamen echter tot een oplossing voor hun conflict wie de leider van Ecuador moest zijn. Rocafuerte zou Flores, nadat diens ambtstermijn als president in 1834 zou aflopen, opvolgen als president. Rocuafuerte volgde Flores per 10 september 1834 op.
Op 31 januari 1839 werd Flores voor de tweede keer president. Tijdens zijn tweede ambtstermijn (1839-1843) was er betrekkelijke rust in Ecuador. In 1842 was het met deze rust gedaan, toen hij het Ecuadoriaanse leger samen met het leger van Nueva Granada (Venezuela) liet optrekken tegen Colombia. Toen in 1842 de verkiezingen slordig verliepen, stelde hij de grondwet buiten werking en introduceerde een nieuwe grondwet die hem een derde ambtstermijn garandeerde. Er brak een opstand uit onder aanvoering van Rocafuerte en Vicente Ramón Roca en op 6 maart 1845 vluchtte hij naar Peru.
Tijdens de burgeroorlog van 1859/1860 was hij veldheer van de Ecuadoriaanse leider Gabriel García Moreno. Nadien was hij gouverneur van de Provincie Guayaquil.
Hij overleed op 1 oktober 1864 op een schip voor de kust van Isla de Puná.
Juan José Flores trouwde in 1824 met Mercedes Jijón Vivanco. Ze kregen 12 kinderen. Een van hen was Antonio die van 1888 tot 1892 president van Ecuador zou worden.